# Салыр
Салыр (также салар, салор, салгир, салгур; туркм. salyr) — этнографическая группа в составе туркмен, в прошлом - туркменское племя. Согласно средневековым источникам входило в группу 24-х самых ранних туркменских (огузских) племен, ведущих свое происхождение от древнего героя-прародителя туркмен Огуз-хана.

## Этимология
Согласно произведению историка Государства Хулагуидов Фазлуллаха Рашид ад-Дина «Огуз-Наме», которое является частью его обширного исторического труда Джами ат-таварих (Сборник летописей), имя салыр означает «куда бы ни пришел, везде сражаешься мечом и палицей», а в книге хана и историка Хивинского ханства Абу-ль-Гази «Родословная туркмен» значение названия племени приводится как «вооруженный саблей». Салыр был старшим сыном Даг-хана, пятого сына Огуз-хана.

## История
В различных версиях огузо-туркменского героического эпоса «Огуз-Наме» указывается, что племя салыр играло важную роль в Огузском государстве до середины X века вплоть до начала сельджукского движения, а многие ханы этого государства были родом из салыров. В своем труде «Джами ат-таварих», Рашид ад-Дин отмечает:
«Длительное время царское достоинство оставалось в семье Огуза; так долго сан государя был в родовой ветви Салыра, а после этого (из) других ветвей (также) были почитаемые цари».
Впоследствии, основная масса племени салыр жила на территории Туркменистана, значительная их часть в XI—XII вв. ушла вместе с другими огузо-туркменскими племенами на запад; в Малой Азии в XII—XIII вв. они образовали Караманское бекство (Караманогуллары). Династия Салгуридов, правившая в Фарсе в 1148—1282 гг. и сыгравшая важную роль в создании Румского султаната, была родом из племени салыр. Часть племени переселилась в Крым, а крымская река Салгир, по мнению ряда ученых, обязана своим названием этому племени. В XIV—XVI вв. салыры возглавляли крупнейшее военно-племенное объединение пяти крупных туркменских племен: салыров, арсары, теке, йомудов и сарыков. Данный военный союз существовал до тех пор, пока не перестала течь вода реки Амударья по Узбою. В Южном Туркменистане были известны хорасанские салыры. В XVI—XIX вв. салыры жили на Мангышлаке и Северном Балхане, в Хивинском ханстве, в среднем течении Амударьи, в Мургабском оазисе и, наконец, в Серахсе — последнем месте их окончательного оседания в 1884 г.. Часть туркмен-салыров в 1370 году переселилась из Самарканда в Кашгарию, Восточный Туркестан (современкый Сюньхуа-Саларский автономный уезд провинции Цинхай Китая), где они известны под названием салары.
Крупными подразделениями племени салыр являются Акман и Гараман (Караман). Легенды связывают данные этнонимы с именами родоначальников. Абу-ль-Гази упоминает имя Караман-бека, ушедшего во главе многих родов на Мангышлак (в X—XI вв.). Во времена Ходжа Ахмеда Ясави (1105—1166), два крупных туркменских племени акман и гараман жили в Туркестане и, по легенде абдалов, их родоначальники, Акман и Гараман, были родом из племени абдал. Салары Китая считают Акмана и Карамана своими родоначальниками, а в г. Гейцзы находится почитаемая ими могила Карамана. Этноним гараман часто встречается и в Болгарии, Турции, Македонии, например, в Турции порода овец названа гараманская . Судя по этнотопонимии, туркменский этнос гараман жил и в Крыму.
Известный туркменский историк XVI века, уроженец города Ниса Салар Баба Гулалы оглы Харыдари, который является автором труда «Всеобщая история», был родом из племени салыр.

## Топонимика
На территории Туркменистана имеются следующие топонимы, связанные с племенем салыр:
- Аул Салыр и колодец Салыргуйи в Ходжамбазском этрапе Лебапского велаята;
- Колодец Салыр в Дарганатынском этрапе Лебапского велаята;
- Арык Салырарык и местность Салыртокай в Дяневском этрапе Лебапского велаята;
- Колодец Салыр рядом с аулом Ербент в Ахалском велаяте;
- Крепость Салыргала в г. Ёлётен Марыйского велаята;
- Возвышенность Салырдепиз в Западных Каракумах.[15]

В связи с миграциями огузо-туркменских племен в Средние века в пределах Центральной Азии, Восточной Европы, Ближнего и Среднего Востока и Индийского суб-континента, племя салыр оставило свои следы в топонимике ряда стран:
- Река Салыръелга, Башкортостан и Оренбурская область, Россия;
- Река Акман и гора Акмантау, Башкортостан, Россия
- Аул Караман, Омская область, Россия
- Село Караман, Саратовская область, Россия
- Река Салгир в Крыму;
- Город Салар в Западной Бенгалии, Индия;
- Синьхуа-Саларский автономный уезд, провинция Цинхай, Китай
- Канал Салар в Ташкенте и Ташкентской области, Узбекистан
- Поселок Салар, Кибрайский район, Узбекистан
- Ил Караман, Турция
- Деревня Салур, ил Караман, Турция
- Деревня Салур, ил Конья, Турция

Всего на территории Турции зафиксировано 22 топонима туркменского племени салыр, а в XVI в. их было 51.